# Завийский, Тарас Михайлович
Тара́с Миха́йлович Зави́йский (укр. Тарас Михайлович Завійський; род. 12 апреля 1995, Львов) — украинский футболист, полузащитник клуба «Брук-Бет Термалица».

## Игровая карьера
В шестилетнем возрасте отец отдал Михаила на гимнастику. Через два года будущий футболист пошёл в школу львовских «Карпат», где был определён в группу к Николаю Дударенко. Со временем перешёл к Роману Деркачу, под руководством которого играл в ДЮФЛ. В 10-м классе, в финальной части ДЮФЛ забил шесть голов в пяти матчах. После этого был приглашён в юношескую сборную Украины. В общей сложности со сборной провёл семь сборов. В январе 2013 года в составе жёлто-синих принимал участие в XXV турнире памяти Валентина Гранаткина в Санкт-Петербурге, где украинцы стали бронзовыми призёрами (главный тренер сборной — Александр Петраков).
Летом 2012 года Завийский был зачислен в юношескую команду «Карпат». После того как вратарь юных «зелёных львов», являвшийся их капитаном, покинул команду, капитанская повязка перешла к Тарасу. Всего в юношеской команде Завийский сыграл 21 матч, забил 9 голов. После одной из тренировочных игр с дублёрами футболисту сказали, что он поедет в Турцию на сборы со старшими. Не успев сыграть в дубле ни единого официального матча, парень был забран в основу. После первой тренировки с основой Николай Костов так прокомментировал появление игрока в своей команде, — «Тараса Завийского заметил не я, так как у меня не было возможности наблюдать за матчами юниорской команды. Зато мои помощники имели больше информации о молодых игроках и сказали, что на Тараса надо обратить внимание — он талантливый футболист. Конечно, я дал ему шанс себя проявить. Теперь многое будет зависеть и от него — как он адаптируется в нашей команде, как себя покажет на тренировках. Я надеюсь, что у него все сложится хорошо. По крайней мере, первые впечатления от его работы положительные».
В украинской Премьер-лиге футболист дебютировал 15 марта 2013 года в гостевом матче против запорожского «Металлурга» (1:1). Николай Костов выпустил молодого нападающего на 87 минуте матча вместо Михаила Кополовца, сделав Завийского самым молодым игроком чемпионата. После матча футболист так прокомментировал свою игру, — «Приятно, что тренер дал мне шанс проявить себя. Думаю, что я шансом на 100 % не воспользовался. Мог забить, когда Сергей Зенев здорово убрал пяткой оппонента и уступил мне место. Сергей сам имел возможность пробивать, но видел, что я нахожусь в лучшей позиции. Я целился в дальний угол, но вратарь „Металлурга“ смог отбить мяч ногой. Сделаю выводы и буду работать над реализацией в дальнейшем».
В январе 2015 года Игор Йовичевич в очередной раз взял нападающего на сборы с главной командой.
В сентябре 2018 года стал игроком клуба немецкой любительской Гессенлиги (5 по уровню дивизион) «Бухония» из Флидена, подписавши контракт до конца июня 2019.